# Pahanga lilisari
Pahanga lilisari là một loài nhện trong họ Tetrablemmidae.
Loài này thuộc chi Pahanga. Pahanga lilisari được miêu tả năm 1981 bởi Lehtinen.